# 阿凡达的虚构宇宙
阿凡達的虛構宇宙（英語：Fictional universe of Avatar）是2009年的科幻電影《阿凡達》（Avatar）中，導演詹姆斯·卡麥隆構想的宇宙。在這一宇宙中，南門二的波呂斐莫斯（Polyphemus）行星有一顆名為「潘多拉」的衛星，其地表被非常茂密的雨林覆蓋，與地球的熱帶地區相似。人們在22世紀發現潘朵拉時，上面已經居住著類人的智能物種納美人。人類從影像中得知這些部落住在一棵座落於一塊巨大的难得素石上的樹，而人類想要拿走這些礦石來作為能源補給。
潘朵拉生物圈充滿了許多會發光的六足動物物種與植物物種（他們形成的一張巨大錯綜的神經網路覆蓋了整顆星球）。他們的重要性在於，最終借由意識連結而打敗人類入侵者的是潘朵拉上的動植物，而不是納美人。

## 潘朵拉星

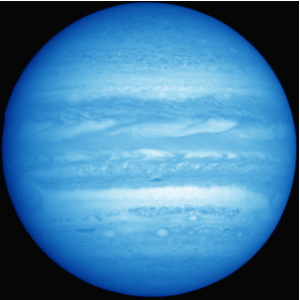
波呂斐莫斯（Polyphemus）

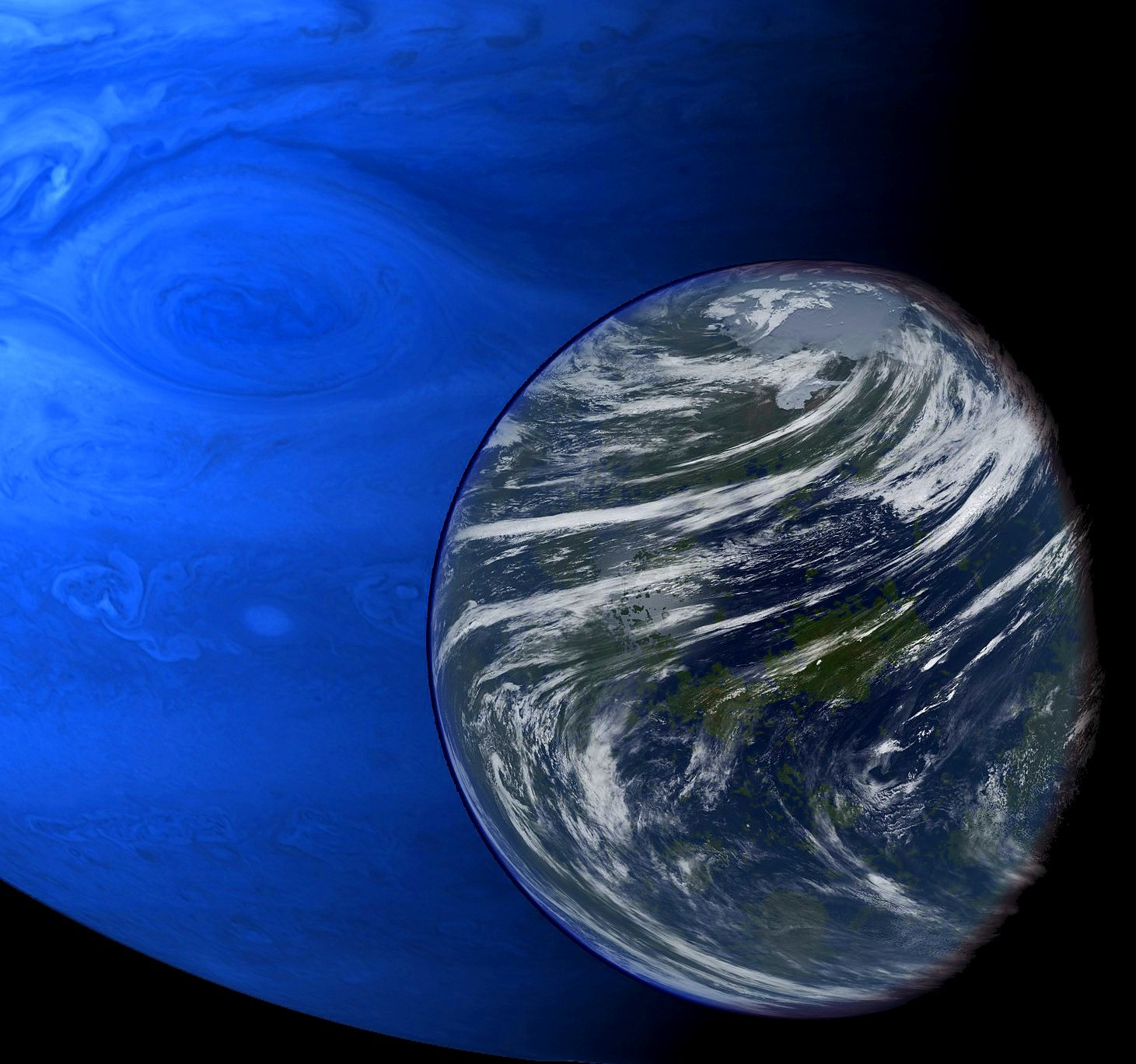
畫家所構想出的波呂斐莫斯與潘朵拉星的比較圖

潘朵拉星（Pandora）位於半人馬座（Centaurus）的南門二（Alpha）三合星系，距離地球約4.4光年。
潘朵拉不是行星，而是一顆圍繞虛構的波呂斐莫斯（Polyphemus）行星公轉的衛星，大小約等同于地球。波呂斐莫斯是一顆巨大的氣態巨行星，並與南門二恆星系統的阿爾法A星（Alpha Centauri A）公轉。因擁有14顆衛星（含潘朵拉），所以在潘朵拉的夜空都至少有三顆以上的“月亮”。南門二是離地球最近的恆星系統。南門二為三合星，成員分別是阿爾法A、阿爾法B和阿爾法C（即比鄰星），波呂斐莫斯就繞著阿爾法A星運轉。Polyphemis的大小是木星的兩倍，它的名字來自希臘神話裡的獨眼巨人，因為它上面也有一個風暴雲構成的大藍斑，就像一隻眼睛怒視著它的衛星潘多拉一樣。
潘朵拉的空氣組成為氮氣、氧氣、二氧化碳（18％）、氙（5.5％）、氨、甲烷和氰化氫。人類若未配戴面罩，曝露在潘朵拉的大氣，即會因為二氧化碳及氰化物中毒而在數秒中內昏迷、之後死亡。反之納美人若進到地球的空氣環境，仍可維持數十分鐘生命。

### 空中山峰－哈里路亞山
潘朵拉星上最特別的地形是懸浮山地型，因懸浮山脈區的岩礦含有豐富的 「難得素」（Unobtainium） ，故山體都是靠難得素礦漂浮於空中。著名的地區為哈利路亞山脈。由於電影製作的成功，哈利路亞山取景地張家界也將“南天一柱”進行了更名。

## 納美人
納美人（Na'vi）為擁有智慧的外星生物，生活在潘朵拉星上的各地，其群落估計為上百個。雖然技術更發達的人類則將納美人視為土著，但納美人自身擁有豐富文化，是人類在外星發現最有文明基礎的生物。同時有不同族群分支。

### 外表
納美人身高為2.7至3.7公尺，其膚色為青色並有琥珀色、碧綠色的眼珠，手指左右各4隻，以致造成納美人文化中的數學為八進位法。納美人似乎與潘朵拉星上的生物擁有不同的演化歷程，其肢體不同其他生物為6肢，可能是因為適應環境而演變成4肢。
納美人的身體都很苗條，但並不瘦弱，肌肉恰到好處。他們的眼睛是人類的兩倍大，有點像貓眼，他們的嘴也很大，牙齒很白。他們還長有長長的尾巴，輕微的彎曲，很像豹的尾巴。而靠海洋生活的納美人族群（例如《阿凡達：水之道》中出現的其中一種分支：「礁人族」之一的美卡伊納族）則是演化出了像魚尾鰭的尾巴、手腕亦長有鰭狀物，深諳水性。每個納美人身上的花紋都有兩種，一種類似斑馬條紋遍佈全身，另一種如繁星點點沿著他們的神經和循環系統分佈，能在黑暗處發出美麗的螢光。後者還能充當納美人交流的信號，依據不同的情緒改變發光顔色。納美人頭上的「辮子」其實是他們露出體外的神經系統，是身體極為重要的部分和駕馭其他生物、交換訊息的媒介。

### 生存環境
納美人生活在潘朵拉星的各地，生存環境從寒極到沼澤都有，但多數主要聚集在雨林地區，並居住在名為「家園樹Hometree」（Kelutral） 的大樹裡。雖然納美人尚處在石器時代，飲食上也只靠狩獵及採集，但服裝上已有高度審美觀，每個階級的納美人服裝也略顯不同，以示身份。分支之一的「礁人族」擇水域棲息。

### 文化思想
納美人的文化中心為伊娃“Eywa”。伊娃掌管萬物的生死，將潘朵拉上的生物關係緊緊相連。故當人類大肆入侵潘朵拉時，納美人是不斷希望能從女神伊娃那獲得幫助。靈媒則能向伊娃溝通，並透過各種舞蹈儀式進行交流或慶典。納美人認為生活的方式及自然賦予的事物，都是伊娃提供的，萬物必須互相尊重。而生命間沒有所有權，只在有生之年有使用權而已，所以當納美人死亡時，身體必須歸還大地，以祭典感謝伊娃的恩賜，並將身軀葬在聖樹的根部。所以在潘朵拉星上，伊娃是無所不知，無所不能的女神。除去多數人類認為伊娃只是一種土著宗教上的神外，少部分接觸研究土著的人類則認為伊娃不只是納美人的精神上帝，而是一種類似柳樹的植物生命體，並能透過上兆個神經網絡傳遞訊息，控制萬物的生息。
納美人有多樣的文化，但所有的納美人都遵守「伊娃三大教條Three Law of Eywa（納美人之道The Way of Na’vi）」：1. 洳不可將石塊層層疊起（石造建築）。You shall not set stone upon stone. 2. 亦不可使用滾動之輪。Neither shall you use the turning wheel. 3. 亦不可使用大地金屬。Nor use the metals of the ground.而也因此，納美人往往跟人類之間有所隔閡。
然而，因應資源發展局（RDA）的侵門踏戶，部分納美人開始使用人類武器來反擊。

### 婚姻關係
納美人之間的婚姻關係是一夫一妻制。作為一個男性的納美人，在成年之後必須透過儀式得到部族的認同，並選擇一位女納美人互許終身，在伊娃的面前許下承諾，直到老死。結婚儀式後的洞房儀式，則是男女在生之樹（Utral Aymokriyä）下完成薩黑魯（結合）（Tsahaylu）。

### 起初構想
納美人當初的構想是在外觀上更像外星人。卡梅隆回想起當其中一個主要角色，奈蒂莉，最初有鰓有鰭還有其他的突起。除了貓科動物的特徵，物種重新設計成看上去更像人類可以使觀眾可以與他們更親近。卡梅隆也說阿凡達相較於科幻（Science fiction）來說更接近於科學奇幻（Science fantasy），且他會在小說中解釋為什麼電影裡的虛構世界中的納美人會這麼像人類。

## 動物

### 高冠厚甲馬
英文：Direhorse，納美語：pali，學名為Equidirus hoplites
英文直譯「恐馬」，又名「靈馬」，這種生物長得十分類似地球的馬，只是更為高大。牠們的吻部很長，末端可以吐出粉紅色的細舌舔食花蜜。這種生物是納美人最常使用的陸上坐騎，和大多數的潘朵拉動物一樣屬於六足。在脖子和軀幹交接的地方有兩排呼吸孔，一共六個。頭部上方有類似羅馬武士頭盔上的角冠。和靈鳥及迅雷翼獸一樣，在頭部後方也有兩條細長的似觸手物，可以和納美人進行意識上的連結。另外，恐馬的肩部特別寬大，腿部也比地球馬的粗厚些。

### 迅雷翼獸
英文：Leonopteryx，納美語：Toruk，學名：Gavilandora maxima
潘多拉的空中霸主，具有膜狀翼和碳纖維骨骼，有兩對翅膀，是由六足的其中四足演化而來，翼展可達25米。
納美人非常敬畏這種兇猛美麗的生物，他們唱歌跳舞、製造圖騰來崇拜這種動物。托魯克身上有紅、黃、黑的條紋，頭冠則是深藍色，頭頂上下顎均有冠，冠很鋒利，可以用來傷害獵物，將牠們開膛破肚，也可以斬斷飛行途中擋在路上的樹木植物。托魯克還有一對利爪可以緊緊地抓住獵物，也可以幫助牠們棲息在樹上。托魯克還有兩個尾翼，可以讓牠們獲得更好的空氣動力，展翅藍天。托魯克飛行速度驚人，還有著急速攀升的能力，能很快遁形於陽光之中。它們平時捕食靈鳥，納美人和地球人，在極度飢餓時甚至會攻擊鎚頭巨獸。迅雷翼獸在納美語中被稱作「Toruk」，因其美麗的外表和高貴的血統在納美傳說和文化中處於中心地位。因為通常看到迅雷翼獸時，就是死期，所以又被尊稱為「末影」(The Last Shadow)。
征服這隻座騎的勇士，稱之為「托魯克瑪托」(Toruk Makto)，也就是末影騎士，受到所有納美人一致的尊敬。

### 鎚頭巨獸
英文：Hammerhead Titanothere，納美語：angtsìk，學名：Rhinoquadruculus hammercephali
鎚頭巨獸是一群長的類似犀牛，又像雷獸的生物。牠們的口鼻部上有巨大的迴力鏢狀角，用來防禦；身體粗壯有力，長滿結實的肌肉。鎚頭巨獸的頭部後方有類似羽毛的示警器官，可以張開。依據外型判斷應為植食性動物，但在電影中並沒有出現食用植物的畫面。類似現在的北美野牛或是犀牛，牠們會呈圓環狀將幼獸包圍其中作為保護。當群體的鎚頭巨獸一起行動時，是相當大的震撼，依現今動物的習性判斷，此種方法也能嚇阻敵人。

### 葉裡克獸
英文：Hexapede，納美語：yerik
直譯為「六足者」。葉裡克獸是潘朵拉上棲息範圍很廣的生物之一，為陸生草食性生物。葉裡克獸是潘朵拉上美麗又脆弱的生物，其身上以美麗的斑紋著名，但也成為各肉食生物的食物目標，也是納美人的肉食來源之一。葉裡克獸的暗藍色皮膚上帶有黃白花紋，背上還有兩道暗色的剛毛。牠們的個頭可以高達2公尺，體長1.5公尺。頭骨後方帶有標誌性象徵的屏狀結構，屏上有彩色的紋路及兩斑暗色的橢圓色斑，其屏狀結構主要功能是用揮動屏狀部位，嚇阻天敵達到自我防衛的目的。

### 女妖翼獸
英文：Banshee，納美語：ikran，學名：Pterodactylus giganteus
又名「靈鳥」或直譯「女妖獸」。牠們是潘多拉空中的一種肉食動物，納美人通常騎著它們去打獵。靈鳥有點類似地球遠古的翼龍，有四個翼膜翅膀，完全展開寬度可達13.9米。牠們的體色非常複雜，骨骼由有機的碳纖維構成，嘴沒有頜骨，因此可以張得非常大，還有著鋒利的如大白鯊般的牙齒。靈鳥通常聚居在哈利路亞山的頂端，其中在巨石Veritas的峭壁上棲息著靈鳥最大的種群，這裡也是納美族Omaticaya部落挑選靈鳥夥伴的最佳地點。不過想要騎一隻靈鳥並不簡單，首先要先贏得牠的尊重，只有牠接受了你，你才能騎上去。與納美人建立了聯繫的靈鳥就不再居住在哈利路亞山了，牠們會遷到離自己搭檔更近的「家園樹」，即納美族Omaticaya部落的大本營。

### 巨狐猴
英文：Prolemuris，納美語：syaksyuk
類似長臂猿或猴類的動物，有四條手臂和兩足，手部明顯比足部長。眼睛相當大。體型不明，但應該不比纳美人高大。這種生物會成群的在樹上以擺盪的姿勢移動。

### 桑納托獸
英文：Thanator，納美語：palulukan
又名桑納托死神獸或死神獸，是一種比娜美人大出許多倍的陸上掠食動物。身側長有六肢，體色全黑，背上長有一些對稱的突起軟刺。口鼻細長，內部為藍色，長滿利牙，顎部可以張得相當開。長得十分類似地球上的黑豹或美洲豹。在電影的後期中，娜蒂利騎著一頭桑納托獸穿越森林。

### 蟒狼
英文：Viperwolf，納美語：nantang
小型的掠食動物，體型約三公尺，看起來像是縮小版的桑納托獸。成群行動和狩獵，有著和狗一樣可以反射光線的眼睛結構，反射後為綠瞳。身上有著橫V的不規則班紋，在傑克的阿凡達意外失蹤後的第一晚，一群蟒狼試圖攻擊傑克。

### 突猑
納美語：Tulkun
這些生物與地球的鯨魚相似，並擁有獨特的語言和文化，且能夠與納美人互相結為精神上的兄弟姐妹；突鯤是和平主義者，整個種族十分抗拒暴力。牠們具有發達的大腦神經網路，智力可能比人類更高，不過腦中的特殊物質「艾睿塔（Amrita）」因有對人類抗衰老的功能，使得人類捕抓獵殺牠們。

## 植物

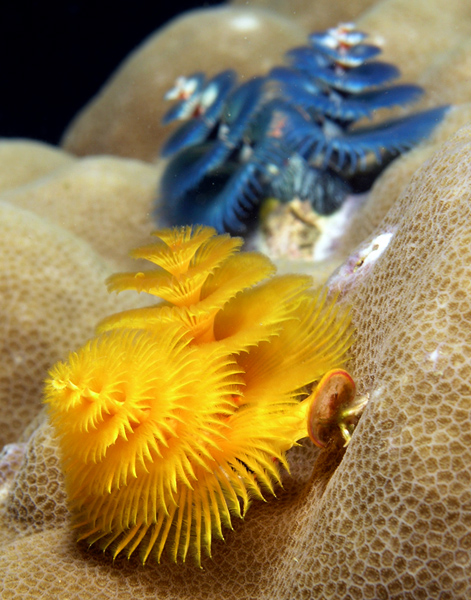
大旋鰓蟲（Spirobranchus giganteus,） 地球上常見的管蟲的一種。當這些蠕蟲受到打擾時，能夠飛快的縮回管腔中。阿凡達中的Helicoradian與其類似。

### 植物列表
- Helicoradian （納美語：loreyu）：一種食肉植物，有著螺旋狀的葉子，高約3至4公尺，觸碰到牠時，他們會立即縮回去。
- Obesus rotundus （納美語：rumut）：看起來像馬勃的樹。
- Pseudocycas altissima （納美語：tsyorinawll）：看起來像地球的蘇鐵。
- The Hometrees （納美語：Kelutral）：大到可以住下好幾百人。有著蜂巢狀的自然中空與壁龕，納美人在這裡進食、睡覺、編織、跳舞與慶祝與伊娃（Eywa）的連結。成體的家樹高超過150公尺，直徑超過30公尺。
- The Tree of Souls （納美語：Ayvitrayä Ramunong [Cameron: Vitraya Ramunong]）：納美人可以透過這種樹跟潘朵拉星上的所有生物網路進行思想交流。
- The Tree of Voices （納美語：Utral Aymokriyä [Cameron: Utraya Mokri]） ：對納美人而言這是在靈魂之樹之後的最重要的樹，雖然牠比較小但牠們外觀相似且牠會發亮。
- Woodsprites （納美語：atokirina’）：「聖樹」的種子，外型像水母和海百合（海羊齒）。
- 其它一些特徵跟地球植物類似的植物。

## 人類
2154年的人类，拥有极高科技，此时地球上最强大的公司是“資源開發總署”（RDA）。納美人稱人類為「天人（Sky People）」，有時也會稱他們「粉膚人」甚至是「惡魔」。

## 業界評論
Awardsdaily網站的Sasha Stone：納美人在銀幕上一點也不假，他們是巨大的漂亮的神奇的生物。

## 外部連結
- Wikia上的James Cameron's Avatar （页面存档备份，存于）
- Pandorapedia.com （页面存档备份，存于）
- "The Tet Zoo guide to the creatures of Avatar" at Tetrapod Zoology